# Angustus Labyrinthus
L'Angustus Labyrinthus (latino per "Labirinto angusto") è una formazione geologica della superficie di Marte, posta in prossimità del polo sud del pianeta.
Il nome, approvato dall'Unione astronomica internazionale nel 2006, deriva da quello attribuito nel 1930 da Eugène Antoniadi a una caratteristica di albedo corrispondente a quest'area.